# RijswijkBuiten

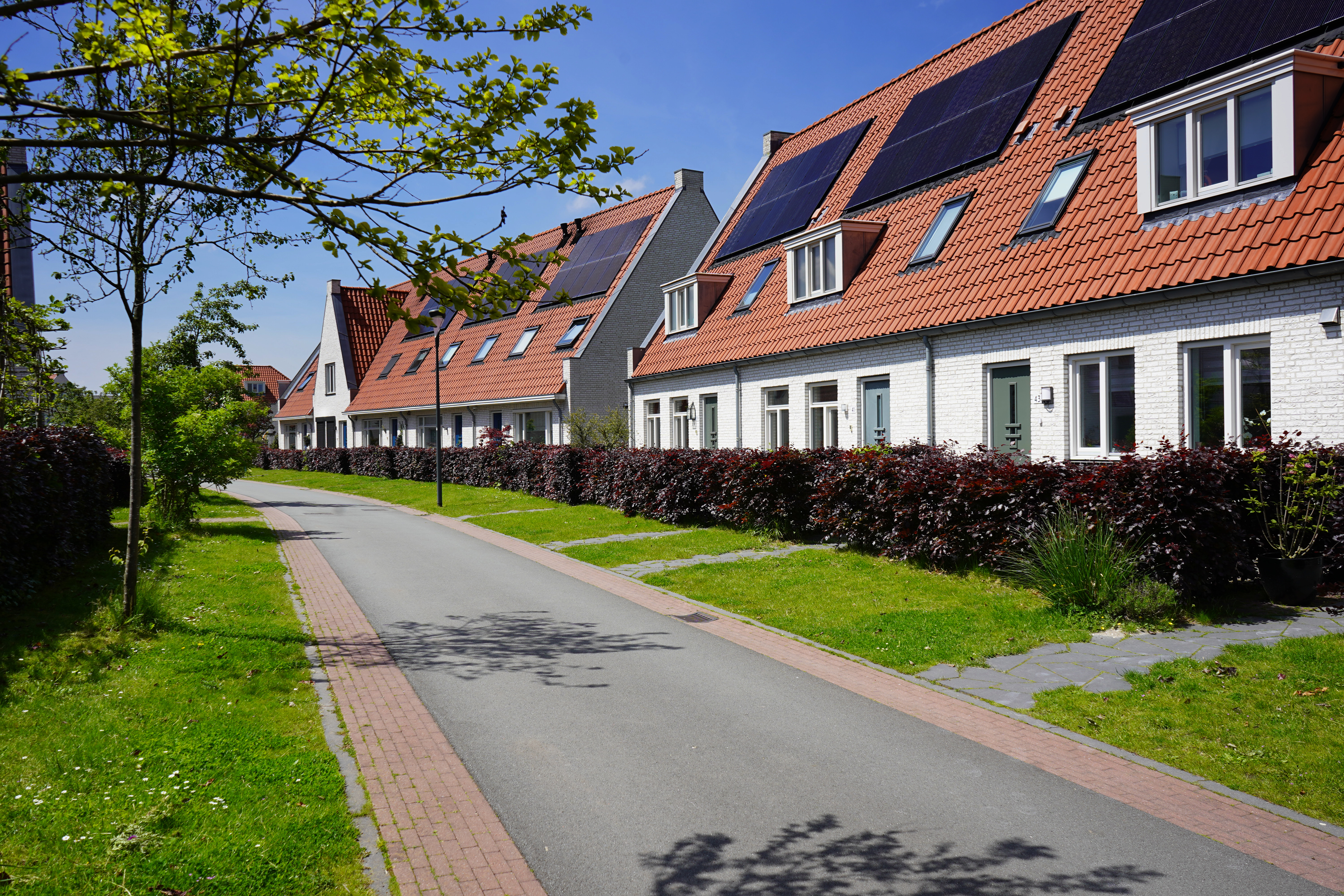
Woonstraatje

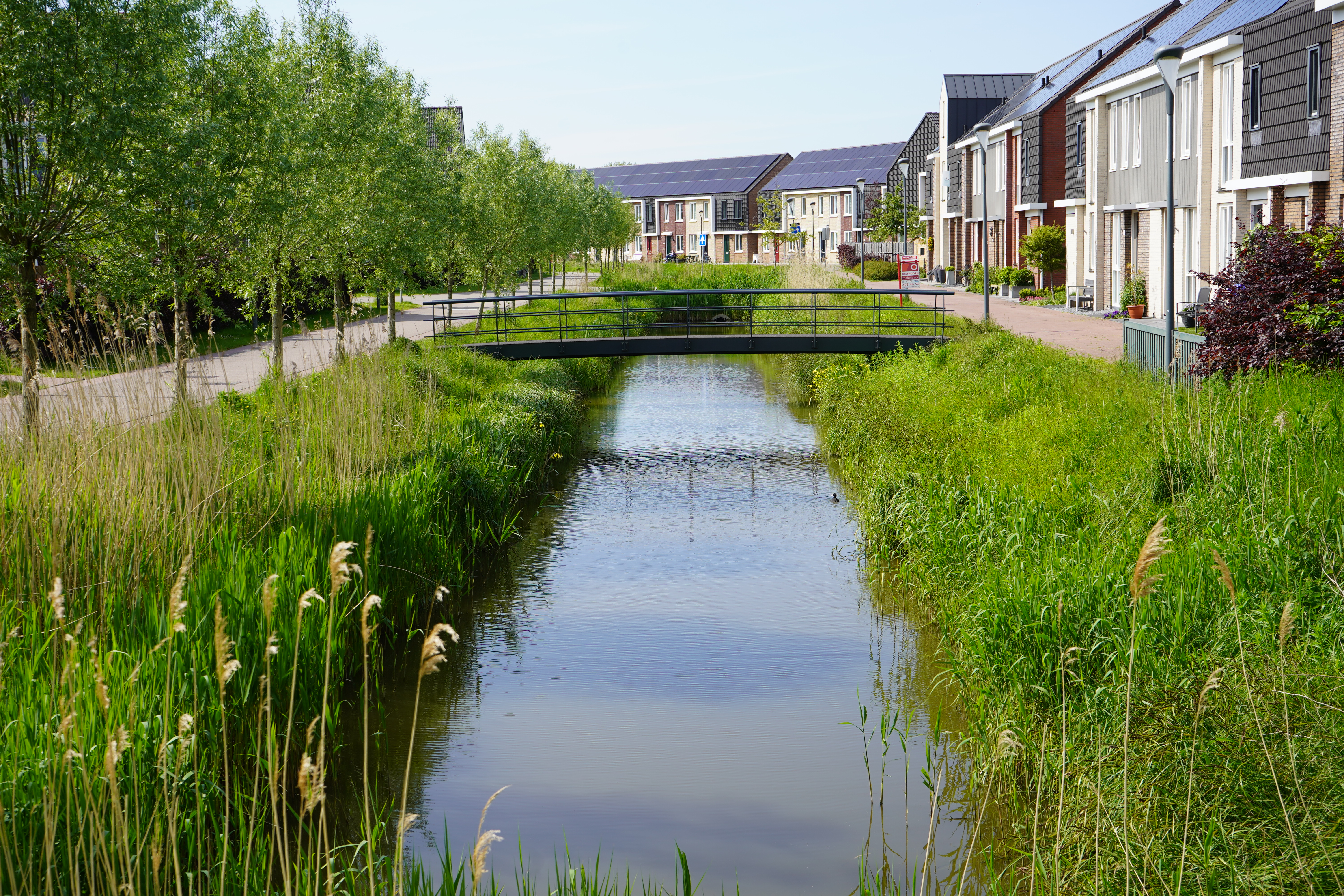
brug

RijswijkBuiten is een woonwijk in de Nederlandse gemeente Rijswijk (Zuid-Holland) en grenst aan de gemeenten Midden-Delfland en Delft. Naar verwachting zullen hier rond 10.000 nieuwe inwoners van Rijswijk komen wonen.
Het voormalig kastuinbouwgebied en gebied met weilanden wordt ruwweg begrensd aan de noordwestkant door de A4, aan de zuidwestkant door de Noordhoornsche Wetering, aan de zuidoostkant door de Kerstanje Wetering (grens met gemeente Delft) en aan de noordoostkant door de Delftsche Vliet. Het gebied wordt doorsneden door de tussen Delft en Den Haag lopende Prinses Beatrixlaan als verbindingsweg naar de A4, en de spoorlijn Den Haag-Rotterdam. Het plan is, na verbreding van de spoorlijn tot vier sporen, een station aan deze lijn te bouwen.
Met de bouw van de woonwijk werd begonnen in 2013. De wijk zal de buurtschappen Sion, 't Haantje en Pasgeld en enige losstaande bebouwing omsluiten, en de ontwikkeling en bouw zou mogelijk in 2026 afgerond zijn. De aan de Van Rijnweg gelegen voormalige boerderij De Kitswoning fungeerde als informatiecentrum voor de nieuwbouwwijk. De woonwijk wordt gasloos opgezet en qua energieverbruik duurzaam uitgevoerd met energieneutrale woningen.